# Ustad Ahmad Lahauri
Ustad Ahmad Lahori là một kiến trúc sư ở Ấn Độ ngày nay trong thời Đế chế Mughal. Người ta nói rằng ông là kiến trúc sư trưởng của Taj Mahal ở Agra, Ấn Độ, được xây dựng từ năm 1632 đến năm 1648 trong thời kỳ cai trị của hoàng đế Mughal Shah Jahan. Kiến trúc của nó, là sự kết hợp giữa phong cách kiến trúc Ba Tư và Mughal, được ca ngợi rộng rãi trên khắp thế giới và Taj Mahal được coi là một trong những 'kỳ quan của thế giới'.

## Cuộc đời

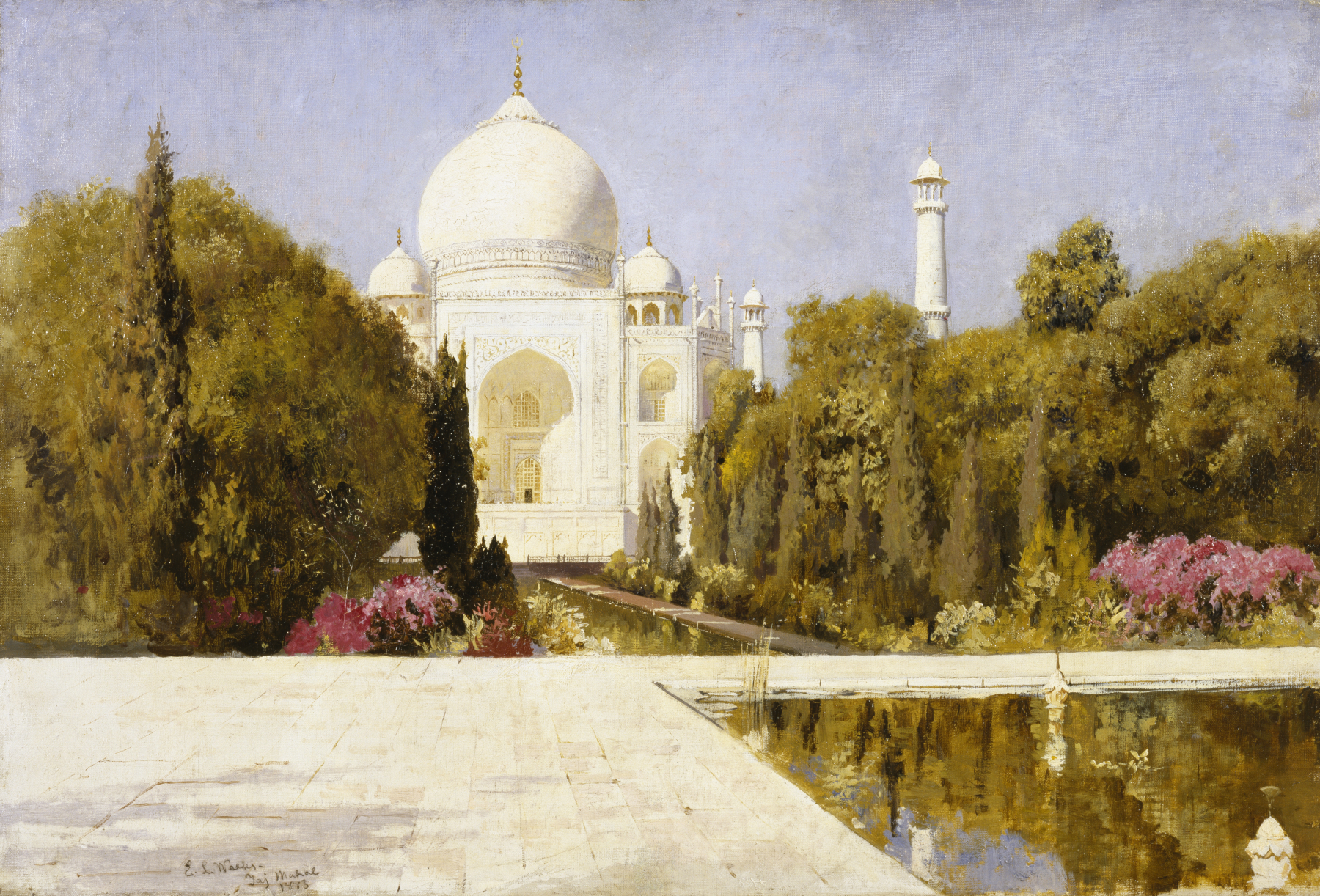
Ahmad Lahori được cho là kiến trúc sư chính đã thiết kế Taj Mahal.

Như tên gọi đã chỉ ra, Ustad Ahmad đến từ Lahore.
Lịch sử triều đình của Shah Jahan nhấn mạnh vào sự tham gia của cá nhân ông trong công việc xây dựng và đúng là, hơn bất kỳ vị hoàng đế Mughal nào khác, ông thể hiện sự quan tâm lớn nhất đến việc xây dựng các tòa nhà tráng lệ mới, tổ chức các cuộc họp hàng ngày với các kiến trúc sư của mình. Người viết sử Lahori viết rằng Shah Jahan sẽ thực hiện "những thay đổi thích hợp cho bất cứ điều gì mà các kiến trúc sư khéo léo đã thiết kế sau khi suy nghĩ kỹ lưỡng và sẽ đặt ra các câu hỏi cho các kiến trúc sư."
Trong các tác phẩm của con trai Lahori, Lutfullah Muhandis, có hai kiến trúc sư được nhắc đến tên; Ustad Ahmad Lahori và Mir Abd-ul Karim. Ustad Ahmad Lahori đã đặt nền móng của Pháo đài Đỏ tại Delhi (được xây dựng từ năm 1638 đến năm 1648). Mir Abd-ul Karim từng là kiến trúc sư yêu thích của hoàng đế Jahangir trước đây và được nhắc đến như một người giám sát, cùng với Makramat Khan, cho việc xây dựng Taj Mahal.

## Văn liệu
| - Asher, Catherine Ella Blanshard (1992) [2003]. The New Cambridge History of India, Vol I:4 - Architecture of Mughal India (Hardback) . Cambridge: Cambridge University Press. tr. 368. ISBN 0-521-26728-5. - Begley, Wayne (tháng 3 năm 1979). "The myth of the Taj-Mahal and a new theory of its symbolic meaning". Art Bulletin. Quyển 61 số 1. The Art Bulletin, Vol. 61, No. 1. tr. 7–37. doi:10.2307/3049862. JSTOR 3049862. - Begley, Wayne E.; Desai, Z.A. (1989) [1989]. Taj Mahal - The Illumined Tomb (Hardback). University of Washington Press. tr. 392. ISBN 978-0-295-96944-2. - Begley, Wayne E. (1983). Grabar, Oleg (biên tập). "Four Mughal Caravanserais Built during the Reigns of Jahangir and Shah Jahan". Muqarnas Volume I: An Annual on Islamic Art and Architecture. Yale University Press (Newhaven). tr. 167–180. Bản gốc (pdf) lưu trữ ngày 12 tháng 6 năm 2006. Truy cập ngày 24 tháng 7 năm 2007. - Koch, Ebba (2006) [tháng 8 năm 2006]. The Complete Taj Mahal: And the Riverfront Gardens of Agra (Hardback) . Thames & Hudson Ltd. tr. 288 pages. ISBN 0-500-34209-1. |